# 罗丝玛丽的婴儿 (我为喜剧狂)
《罗丝玛丽的婴儿》（Rosemary's Baby）是美国情景喜剧《我为喜剧狂》第2季的第4集，也是整个剧集的第25集，由杰克·布迪特编剧，迈克尔·英格勒执导，2007年10月25日通过全国广播公司在美国首播。客串出演本集的演员包括以利亚·库克（Elijah Cook）、凯丽·费雪、玛塞拉·罗伊（Marcella Roy）、马里克·潘考利、保罗·谢尔、梅根·布莱克·史蒂文森（Megan Blake Stevenson）、简·维尔皮格（Jean Villepique）、斯图尔特·扎格内特、凯文·布朗和格里兹·查普曼。
这一集节目主要讲述了全国广播公司喜剧小品《与崔西·乔丹》首席编剧丽兹·莱蒙（Liz Lemon，蒂娜·菲饰）遇到了自己儿时的偶像，喜剧作家罗丝玛丽·霍华德后的遭遇；男演员崔西·乔丹（Tracy Jordan，崔西·摩根饰）的家庭问题；女演员简娜·玛隆妮（Jenna Maroney，简·科拉克斯基饰）想要替换电视台杂工跟班肯尼斯·帕塞尔（Kenneth Parcell，杰克·麦克布瑞尔）被烧焦的制服。本集播出后获得了电视评论员的正面评价，亚历克·鲍德温赢得了黄金时段艾美奖杰出喜剧剧集男主角奖。

## 剧情
通用电气副总裁杰克·唐纳吉（Jack Donaghy，亚历克·鲍德温饰）宣布丽兹·莱蒙赢得了“通用电气追随奖”，该奖项旨在奖励那些充分体现出一个追随者特点的通用电气雇员，有1万美元奖金。丽兹带着节目制片人皮特·霍恩伯格（Pete Hornberger，斯科特·安第斯饰）前去一个签名售书活动点，她童年时代的偶像罗丝玛丽·霍华德正在那里签名售书。丽兹邀请罗丝玛丽到自己的节目中做一名客座编剧，但对方却向副总裁杰克·唐纳吉提出了许多会造成很大争议的方案，杰克对此非常不满，命令丽兹解雇罗丝玛丽，遭到拒绝后，他把两人都解雇了。丽兹来到罗丝玛丽家中，并意识到对方的确已经疯了，她仓皇逃了出来，并回到杰克的办公室请求对方恢复自己的职位，杰克也非常开心地重新聘请了她。杰克保证会帮丽兹把之前获得的奖金好好投资，而丽兹则在心中发誓之后每个月都给罗丝玛丽寄去400美元，直至对方逝世。
男演员崔西·乔丹在一次公开场合因行为失当而引起轰动，杰克向他保证，作为电影明星，他想干啥就能干啥，只是不能斗狗。但这只会让崔西偏要来试一试，之后被杰克发现时，他朝对方大喊，“你又不是我爸！”两人之后和电视台的心理医生见面，当崔西开始接受治疗时，杰克以角色扮演的方式先后扮成对方的父亲、母亲和对方自己，还扮成许多与崔西童年时代有交集的人，借此告诉崔西，虽然父母离婚了，但他们都很爱自己的儿子。这让崔西大为安心，并承认自己仍然爱着亲人，他们都是疯子，自己需要离他们远点儿。崔西和杰克拥抱，表示对方才是自己需要的唯一亲人。
女演员简娜·玛隆妮意外烧毁了杂工跟班肯尼斯·帕塞尔的制服，肯尼斯担心部门老大唐尼·罗森会加以处罚。简娜在后台找到了欣喜若狂的罗森，他终于找到了理由要把肯尼斯发配到新泽西州的一个分部了。罗森给了肯尼斯两个选择，要么去新泽西，要么参加一场一众杂工跟班间体能和琐事处理的比赛。简娜帮肯尼斯选择了后者，正当比赛开始前，制片人皮特来叫众人回去上班，并命令罗森再拿一套制服给肯尼斯，罗森只能从命，但发誓一定会让简娜和肯尼斯尝到他的厉害。

## 制作
《罗丝玛丽的婴儿》由杰克·布迪特编剧，迈克尔·英格勒执导，2007年10月25日播出，是《我为喜剧狂》第2季的第4集，也是整部剧集的第25集。这是布迪特第5次为本剧编剧，英格勒第4次执导。节目主要是在2007年9月11日拍摄的。
《我为喜剧狂》中经常提到《星際大戰》，《试播集》就有崔西·乔丹大喊自己是绝地武士的桥段。丽兹·莱蒙也表示自己是《星際大戰》的死忠粉丝，还说自己和老朋友皮特·霍恩伯格（Pete Hornberger）一起看过很多次，并且还曾4次在万圣节时打扮成莉亞公主的形象。崔西·乔丹还曾采用丘百卡的身份，这也是《星際大戰》中的角色。在《头与头发》中，丽兹告诉简娜“头”有约自己出去，并表示“我只能答应，他用那种帅哥型的眼神看着我，就像是死星遇上千年隼号一样……”这时简娜打断她说“丽兹你快停下，别用你那个时代的语句和我说话，那样的男人才不会喜欢什么《星际旅行》”，丽兹马上纠正道：“是《星際大戰》！”蒂娜·菲也是《星際大戰》的粉丝，她表示节目中每周一次有关《星際大戰》的笑话“已经开始很自然地出现了”，因为剧组都意识到他们“几乎每个节目中”都会有一个这样的笑话。菲表示这已经成了他们“试图保持下去的一种传统”，虽然不能保证每一集都有一个，但还是有着“相当高的安打率”。菲认为这其中大部分的功劳属于“常驻专家”罗伯特·卡洛克。在《焰火》中有两处提及《星際大戰》，一处是丽兹告诉男友弗洛伊德，自己和制片人老友皮特正在观看AFI百年电影史百大经典电影，但他们只有《星際大戰》和《杜丝先生》，所以只能把反复观看这两部。另一处则是在崔西的梦境中，托马斯·杰弗逊握住崔西的手，告诉他：“愿原力永远与你同在”（May the Force be with you always）。《罗丝玛丽的婴儿》播出前，许多粉丝都在讲述他们对凯丽·费雪的客串演出期待已久。而她在片中的第一句台词，“救救我，丽兹·莱蒙！你是我唯一的希望！”就是恶搞她之前在《星际大战》的原三部曲中所扮演的莉亞公主的台词。

## 反响
根据尼尔森收视率调查的数据，《罗丝玛丽的婴儿》在美国首播时吸引了650万户家庭观看，在18-49岁年龄段人群中收获了3.1 / 8的收视率，这意味着全美所有该年龄段人群中有3.1%观看了本次首播，而所有当时有看电影的该年龄段观众群里则有8%选择收看《罗丝玛丽的婴儿》。与上一集《收藏》相比，这个成绩有19%的进步，是自2007年10月4日首播的本季首集节目《宋飞的视野》后收视率最高的一集。
网站将《罗丝玛丽的婴儿》评为2007年最好的11集电视剧集之一，还在网站评选的2007年50部最好的电视剧集里名列第13位，两者都将鲍德温和摩根接受治疗的桥段列为上榜的原因。《电视指南》的马特·韦伯·米托维奇（Matt Webb Mitovich）称赞这是“《我为喜剧狂》最精彩的其中一集”。他称赞了凯丽·费雪的客串出镜，但觉得鲍德温在摩根接受治疗时的角色扮演太抢戏了。美国在线电视小队的鲍勃·萨松尼（Bob Sassone）觉得剧情虽然很“神经”，但这集节目仍然做到了“有血有肉”。他也称剧中的治疗桥段是“这季电视中……最好笑的桥段之一”。IGN网站的罗伯特·坎宁觉得这集节目拥有“了不起的剧情内容和了不起的客串明星”，让其成为“节目至今最优秀的其中一集”。他称剧中的治疗桥段是“这集最出色的瞬间”。《Entertainment Weekly》称这是十年来最优秀的剧集之一：“在凯丽·费雪疯狂而又淋漓尽致的客串角色和杰克·唐纳吉劫持崔西·乔丹的疗程之间，2007年这集节目是如此邪恶，而又如此优秀”。
本集的导演迈克尔·英格勒获得了美国导演工会奖杰出喜剧剧集导演奖提名，凯丽·费雪获得了黄金时段艾美奖杰出喜剧客串女演员奖提名，杰克·布迪特获黄金时段艾美奖杰出喜剧剧集编剧奖提名，亚历克·鲍德温则成功夺得黄金时段艾美奖杰出喜剧剧集男主角奖。